# VW Polo I
Der VW Polo I war ein von Frühjahr 1975 bis Mitte 1981 hergestellter dreitüriger Kleinwagen mit Schrägheck von Volkswagen und ursprünglich die Sparversion des besser ausgestatteten Audi 50. Dieser kam bereits im Herbst 1974 auf den Markt und wurde Mitte 1978 wieder eingestellt. Beide Modelle gingen auf den Prototyp K50 der zuvor übernommenen NSU Motorenwerke zurück.

## Modellgeschichte

### Allgemeines

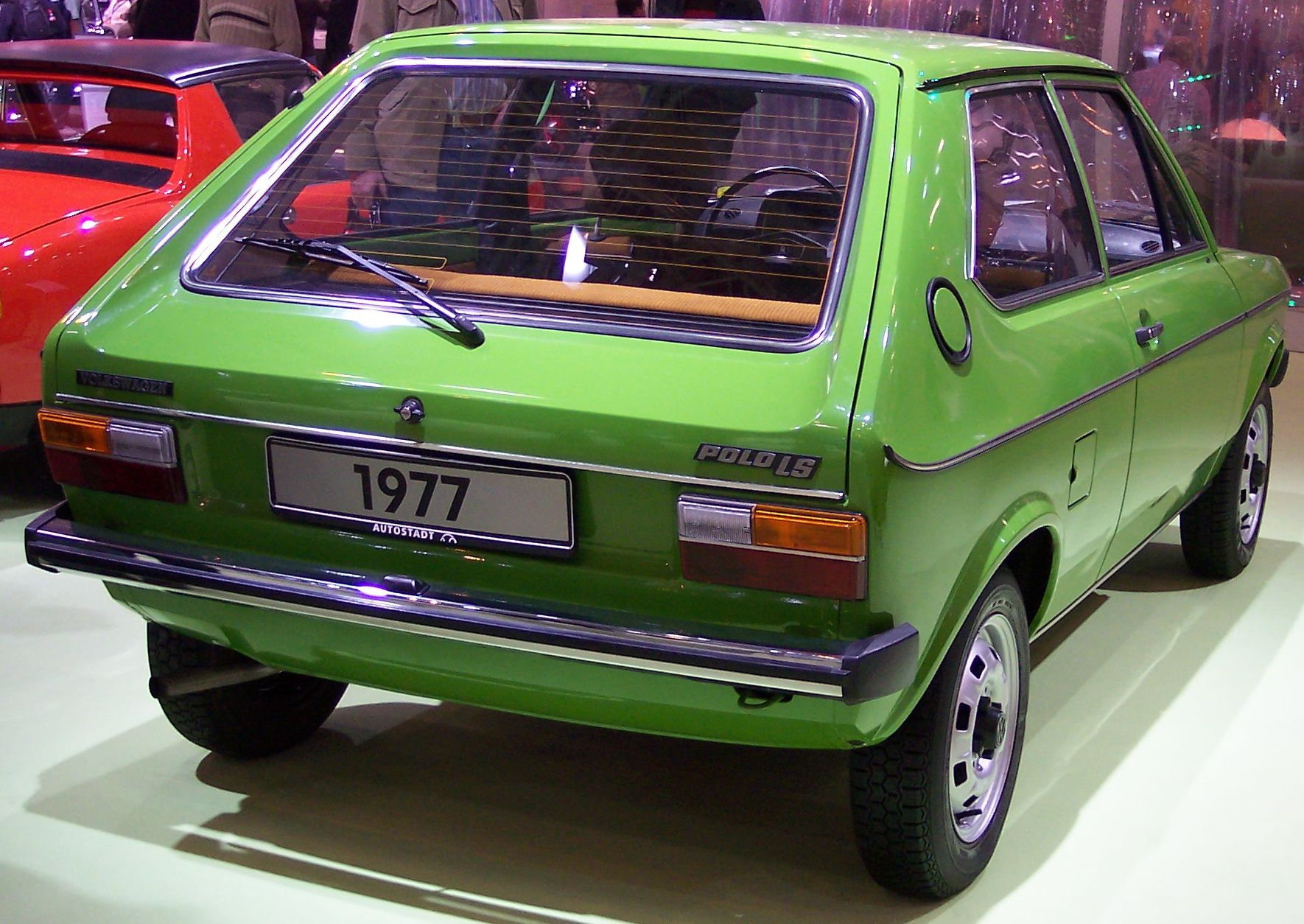
Heckansicht

Der Name Polo wurde von der gleichnamigen Sportart entlehnt und sollte so einen Bezug zum Golf herstellen. Am 10. September 1974 wurde in einer Vorstandssitzung der Name Polo für das neue Modell entschieden. Andere Namensvorschläge waren damals Bonito, Euros, Mini-Golf und Pony. Unter dem Namen Bonito gab es seit 1969 bereits den Fiberfab FT Bonito, und 1975 brachte die Hyundai Motor Company den Hyundai Pony auf den Markt.
Am 3. oder 5. März 1975 begann die Serienproduktion im Werk Wolfsburg, am 13. März 1975 wurde der Polo auf dem Genfer Auto-Salon erstmals der Öffentlichkeit gezeigt. Noch im gleichen Monat erfolgte die Markteinführung. Im Mai 1975 wurden die ersten Fahrzeuge an Kunden ausgeliefert.
Die technischen Unterschiede zum 1974 erschienenen Audi 50 umfassten geringeren Hubraum der Einstiegsversion durch Verkleinerung des Hubs (von 72 mm auf 59 mm), den Entfall einer Startautomatik am Vergaser und Ersatz durch einen einfachen Choke-Zug, die Ausstattung mit Trommelbremsen auch an der Vorderachse und mit Diagonalreifen.
Der dreitürige Kleinwagen besticht durch eine gut verarbeitete, aber auf das Notwendige reduzierte Ausstattung und kann deshalb preiswert angeboten werden. Die Basisversion Polo N ist damals bereits ab 7.500 DM zu haben, für 510 DM Aufpreis gibt es den Polo L. Seine hochwertigere L-Ausstattung verfügt unter anderem über ein zweistufiges Gebläse, Heckscheibenwischer oder Teppichboden. 1976 kommen 37 und 44 kW (50 und 60 PS) starke Motoren ins Sortiment und eine Modellpflege sorgt für eine modernere Optik.

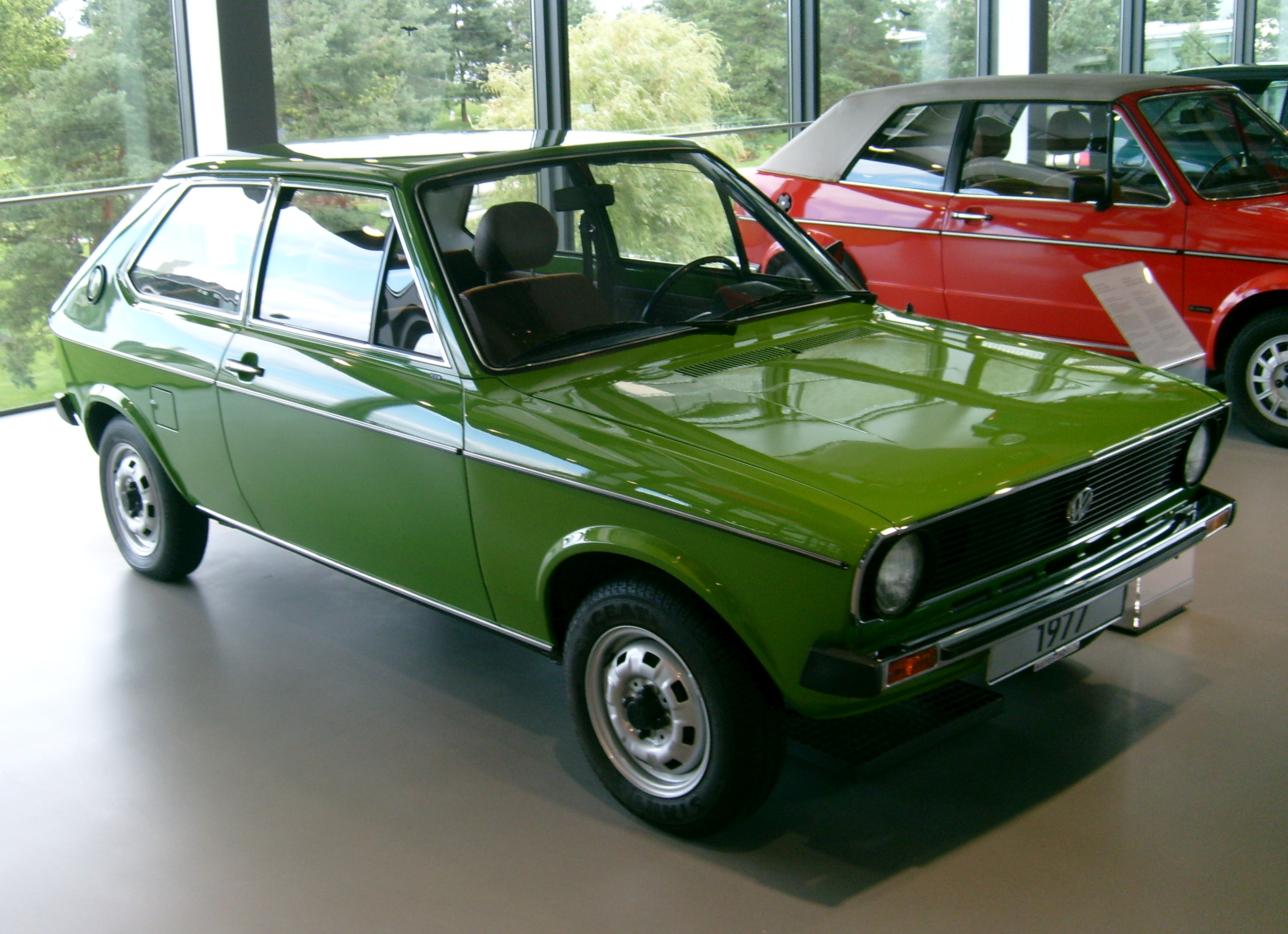
VW Polo L (1974–1979)
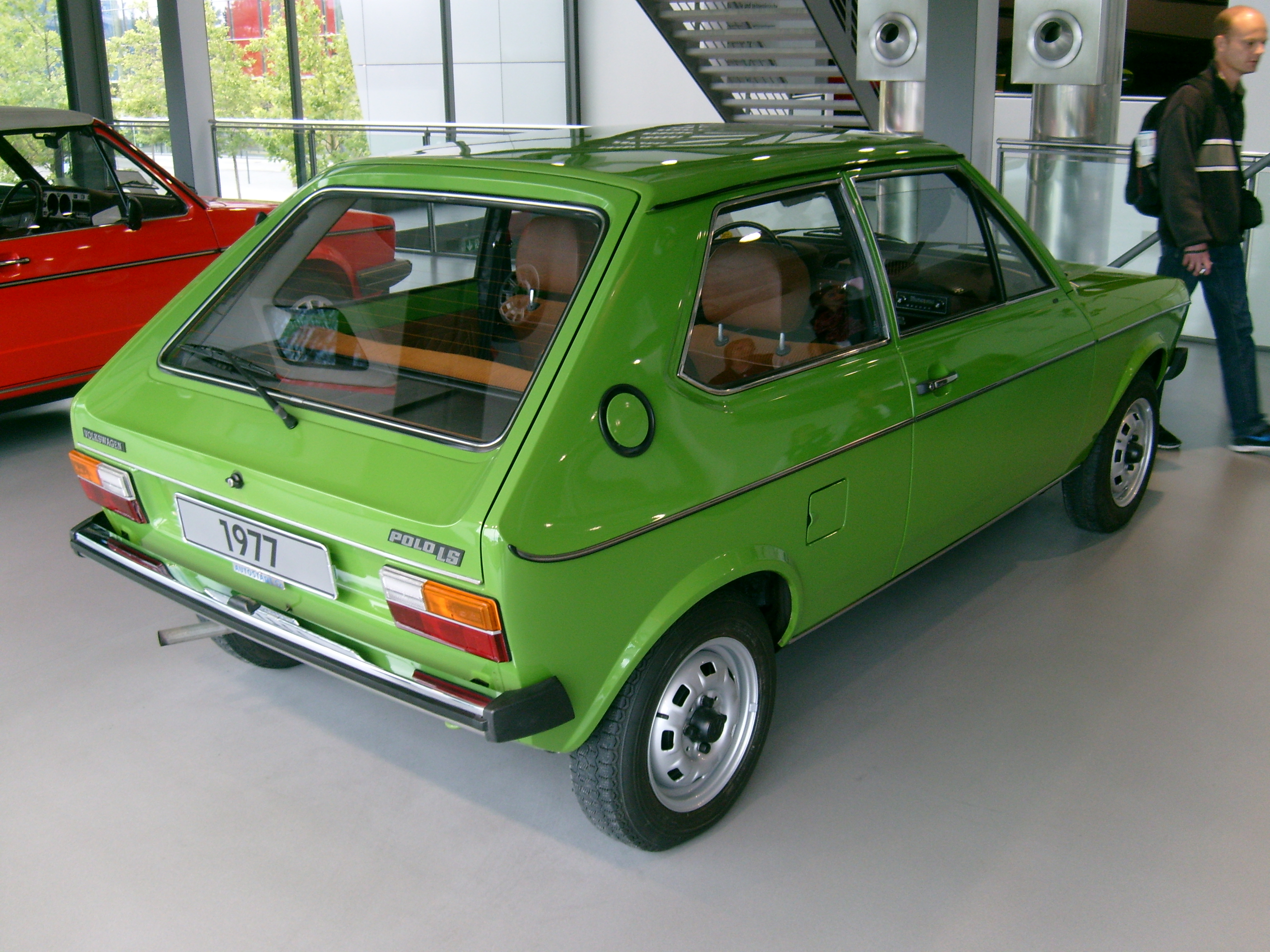
VW Polo L (1974–1979), Heckansicht
VW Polo L (1974–1979), Rechtslenker
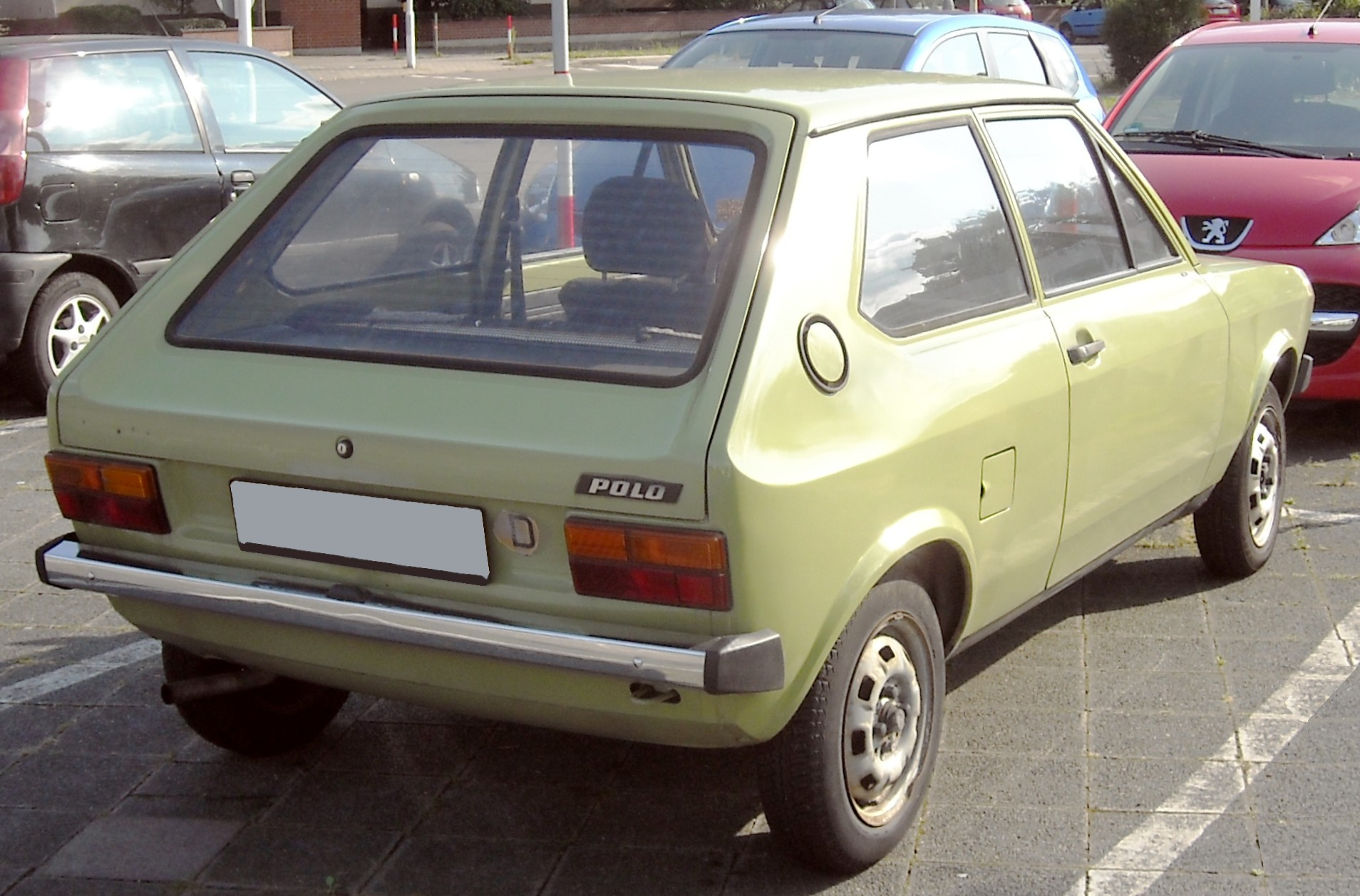
VW Polo (1974–1979), Basismodell
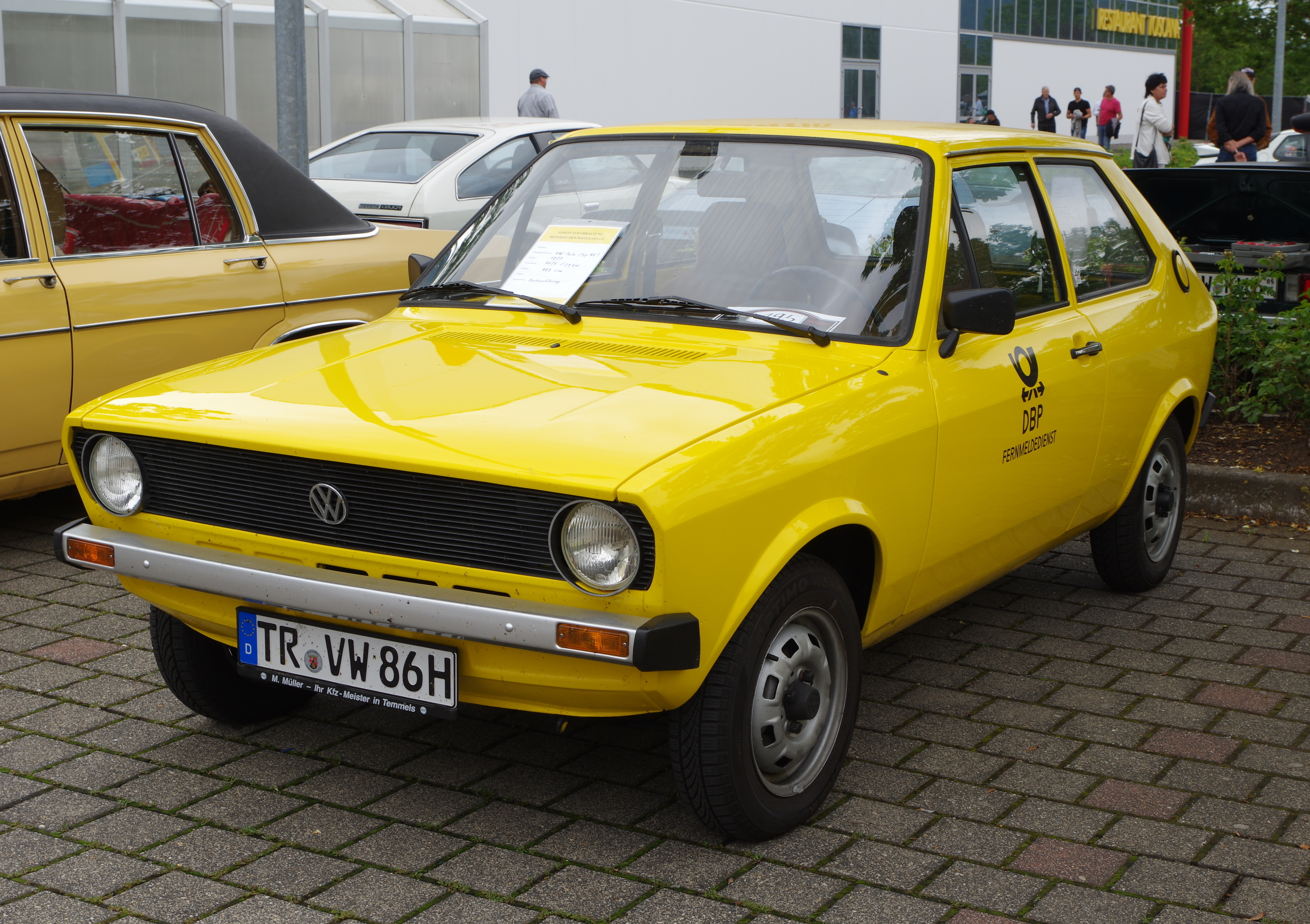
Ausführung für die Deutsche Bundespost
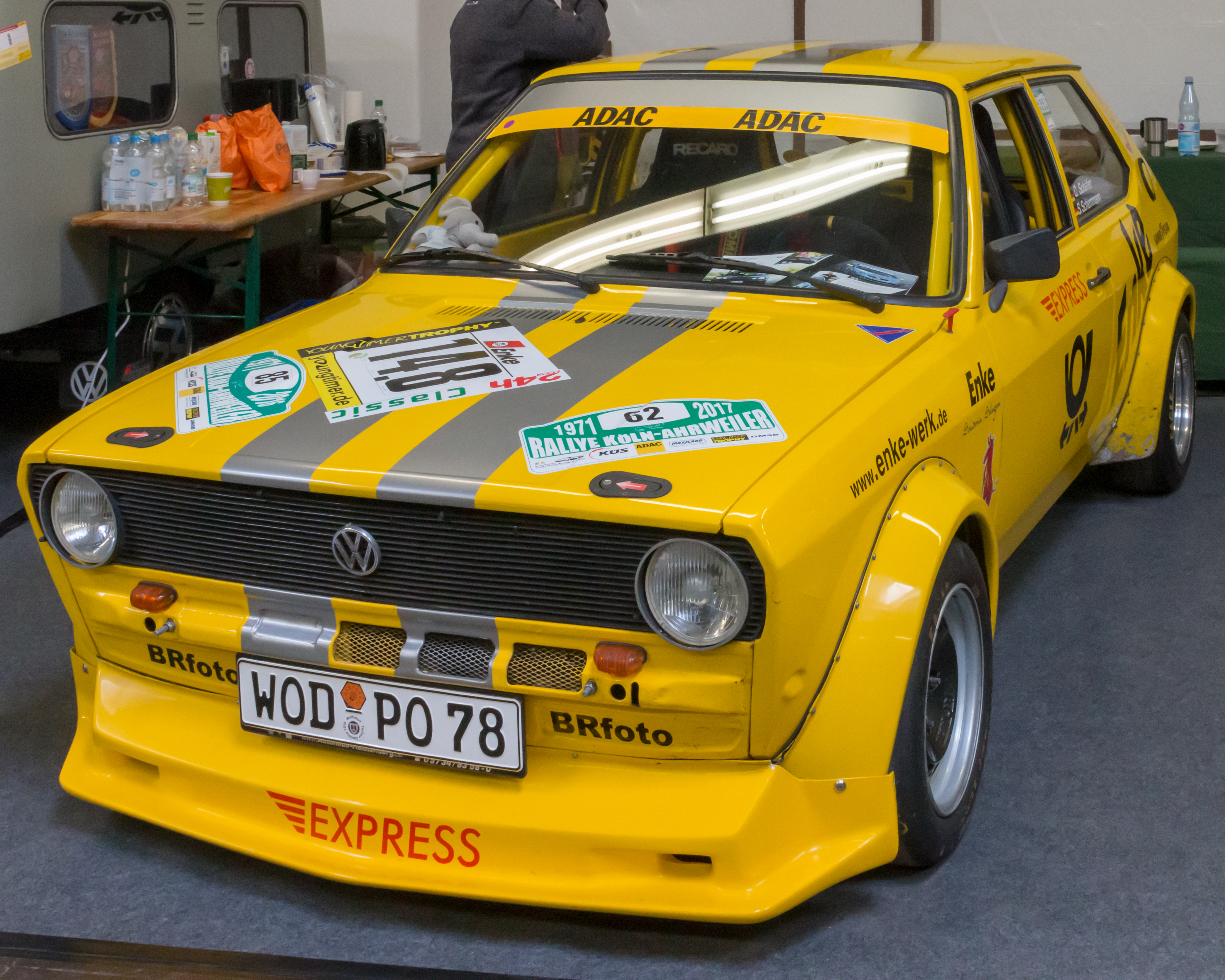
Ausführung für Historischen Rennsport

### Ausstattung
Die Basisausführung war zunächst äußerst spärlich ausgestattet. Die Türverkleidungen waren aus Pappe, auf der Beifahrerseite fehlten der Schließzylinder des Türschlosses, der Türkontakt der Innenbeleuchtung, die Sonnenblende und der obere Haltegriff. Von Anfang an gab es eine Ausstattungsvariante Polo L, die in der Aufmachung fast identisch mit dem Audi 50 war. Das erste Modell trägt die firmeninterne Bezeichnung Typ 86. Der Polo war nur als dreitüriges Schrägheck in den Ausstattungen Basis, L, S, LS, LX (nur für den Export), CLS, GLS, GT und Formel E erhältlich. Zusätzlich wurde ab Februar 1977 unter dem Namen Derby eine Stufenheckvariante angeboten.
Die 60-PS-Version des 1,1-Liter-Motors wurde ab 1977 durch ein gleichstarkes Triebwerk mit 1,3 Liter Hubraum aus dem Derby ersetzt. Um Kraftstoff und Produktionskosten zu sparen, verfügen alle Motoren über eine manuell betätigte Kaltstartanreicherung, den heute fast vergessenen Choke, der im Kaltbetrieb die Luftklappe schließen lässt, um dem Vergaser einen höheren Kraftstoffanteil zuzuführen. Die Hinterachse des Derby mit V-Profil und stärkerer Stabilisatorwirkung wird für den Polo übernommen, damit entfällt der Stabilisator der 60-PS-Version.
Als feststand, dass Audi das Kleinwagensegment nicht weiter bedienen sollte, wurde der Polo allmählich weiter aufgewertet. Der besser ausgestattete Polo GLS erschien im August 1978.

### VW Polo Jeans
Das erste Sondermodell des VW Polo kommt 1976 auf den Markt. Sitzbezüge in Jeans-Optik mit Taschen und Nieten, ein blau-weiß-roter Doppelzierstreifen mit der Aufschrift Jeans Polo und Entlüftungsdeckel im Western-Look, als Reminiszenz an die Hose der Cowboys. Auf 9.000 Stück ist die Erstauflage 1976 limitiert, es gibt den Jeans Polo in Oregonbeige oder Carolinagrün. Die zweite Auflage folgt 1978, dann in Alpinweiß, Mexikobeige oder Marsrot.

### Modellpflege
Im Februar 1979 (im AutoRAI, Amsterdam) gab es ein Facelift, das den Kühlergrill und die Stoßfänger (nunmehr aus Kunststoff) umfasste. Die Armaturentafel wurde ebenfalls neu gestaltet, mit einer Leiste aus Holzimitat versehen und erhielt eine Ablagebox. Zudem wurde der 44 kW (60 PS) starke Polo GT auf den Markt gebracht. Voluminösere Kunststoffstoßfänger und ein vorgesetzter Kunststoffgrill geben dem Polo ein anderes Aussehen und verringern den cw-Wert. Die Höchstgeschwindigkeit steigt um bis zu 3 km/h.
Im Jahre 1980 wurde der Polo LX, ein Sondemodell vorgestellt: Folgende Ausstattungsmerkmale zeichneten den Polo LX aus: Halogenscheinwerfer, Rückfahrleuchten, Heckscheibenwischer, 155/70er Reifen, LX-Schriftzug, Chromradkappen, spezielle Tweed-Sitzbezüge und Radio. Lieferbar war der Polo LX in weiß, monacoblau, regattablaumetallic und diamantsilbermetallic und allen drei Motorvarianten mit 40, 50 oder 60 PS.
Kurz vor Auslauf des Polo I erscheint im Januar 1981 noch eine Formel E mit 3+E-Getriebe und einem höher verdichteten 1.093-ccm-Motor (9,7:1 statt 8,0:1). Schon kurze Zeit später, im Juni 1981 wurde der Polo I eingestellt. Die erste Generation kommt auf eine weltweite Gesamtproduktion von 1,1 Mio.

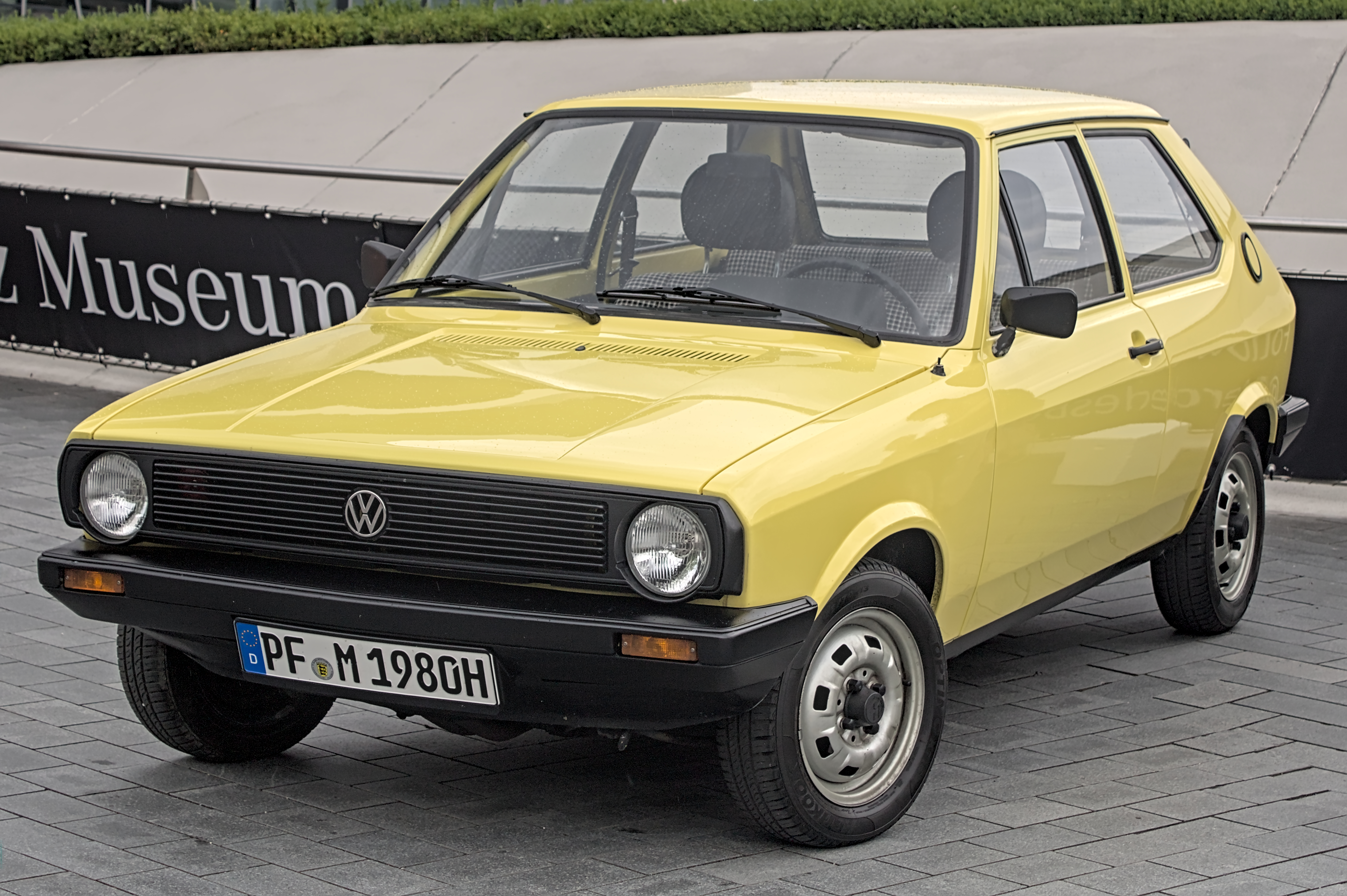
VW Polo (1979–1981), Basismodell
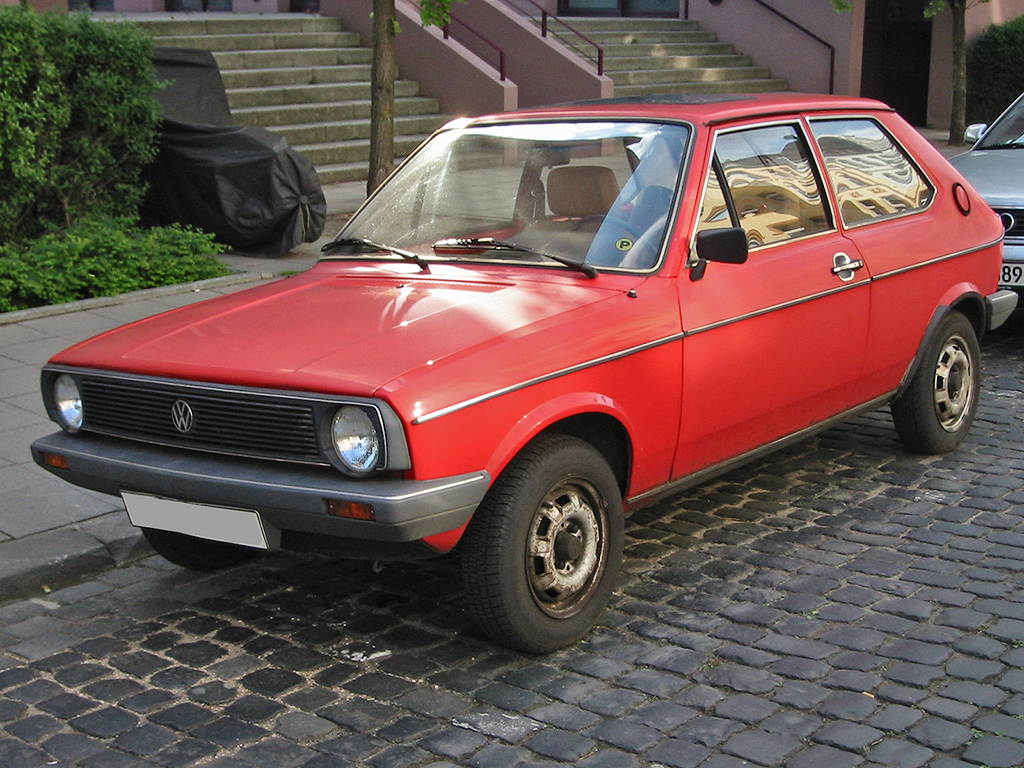
VW Polo L (1979–1981)
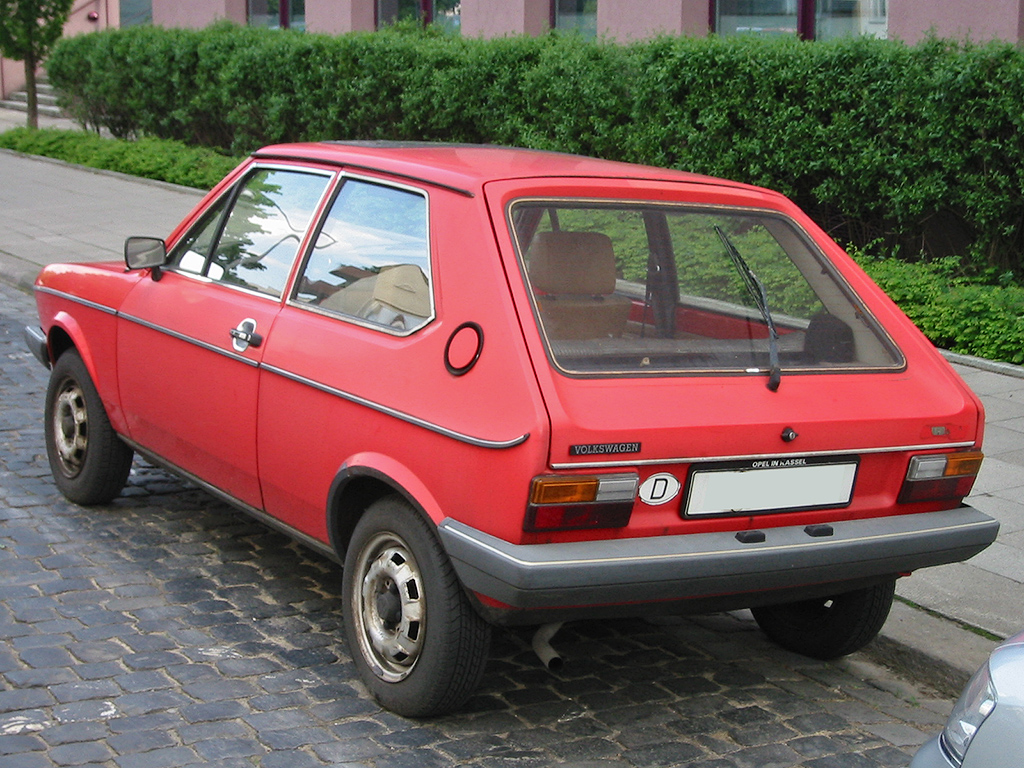
Heckansicht
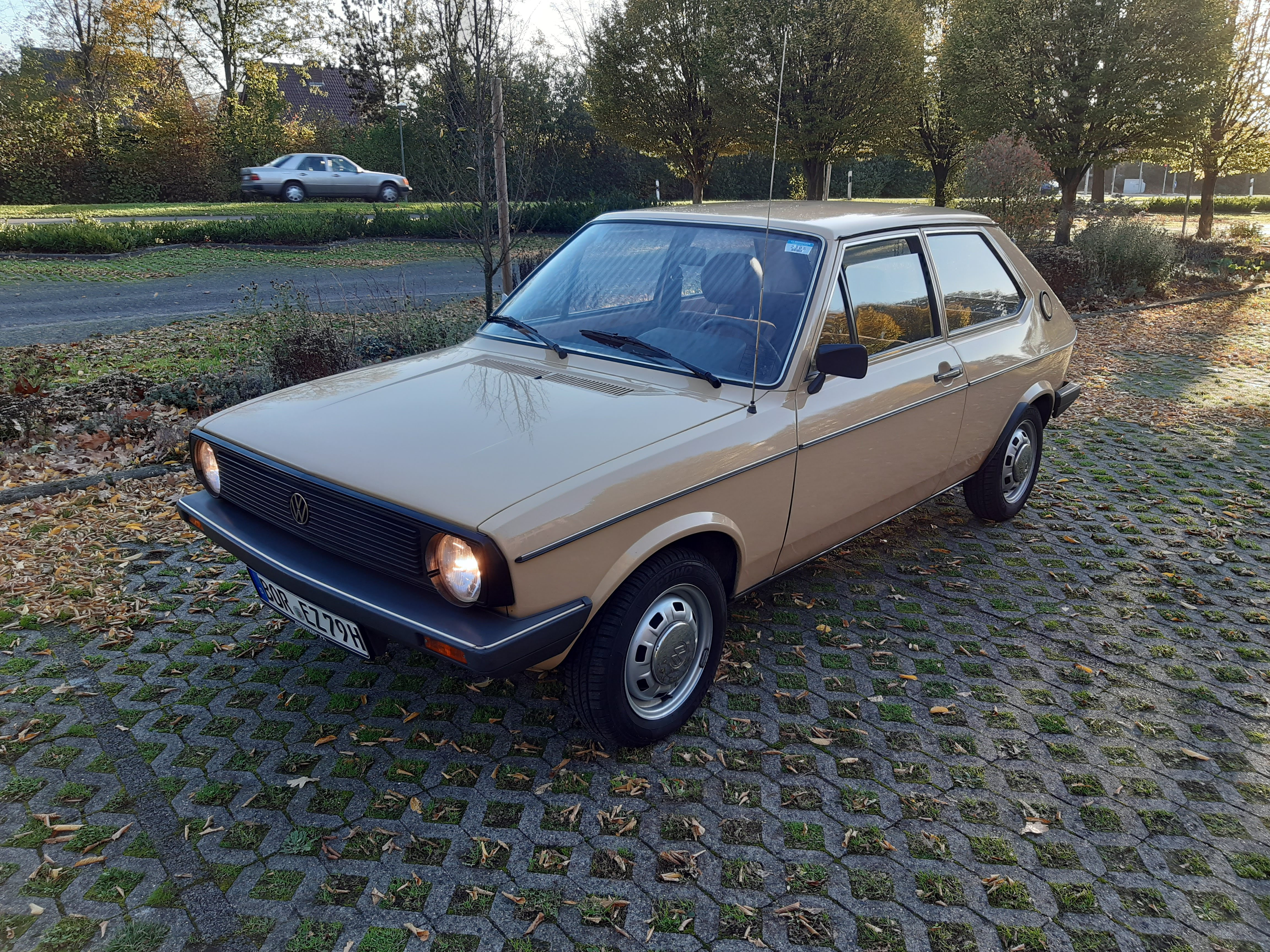
VW Polo LS (1979)
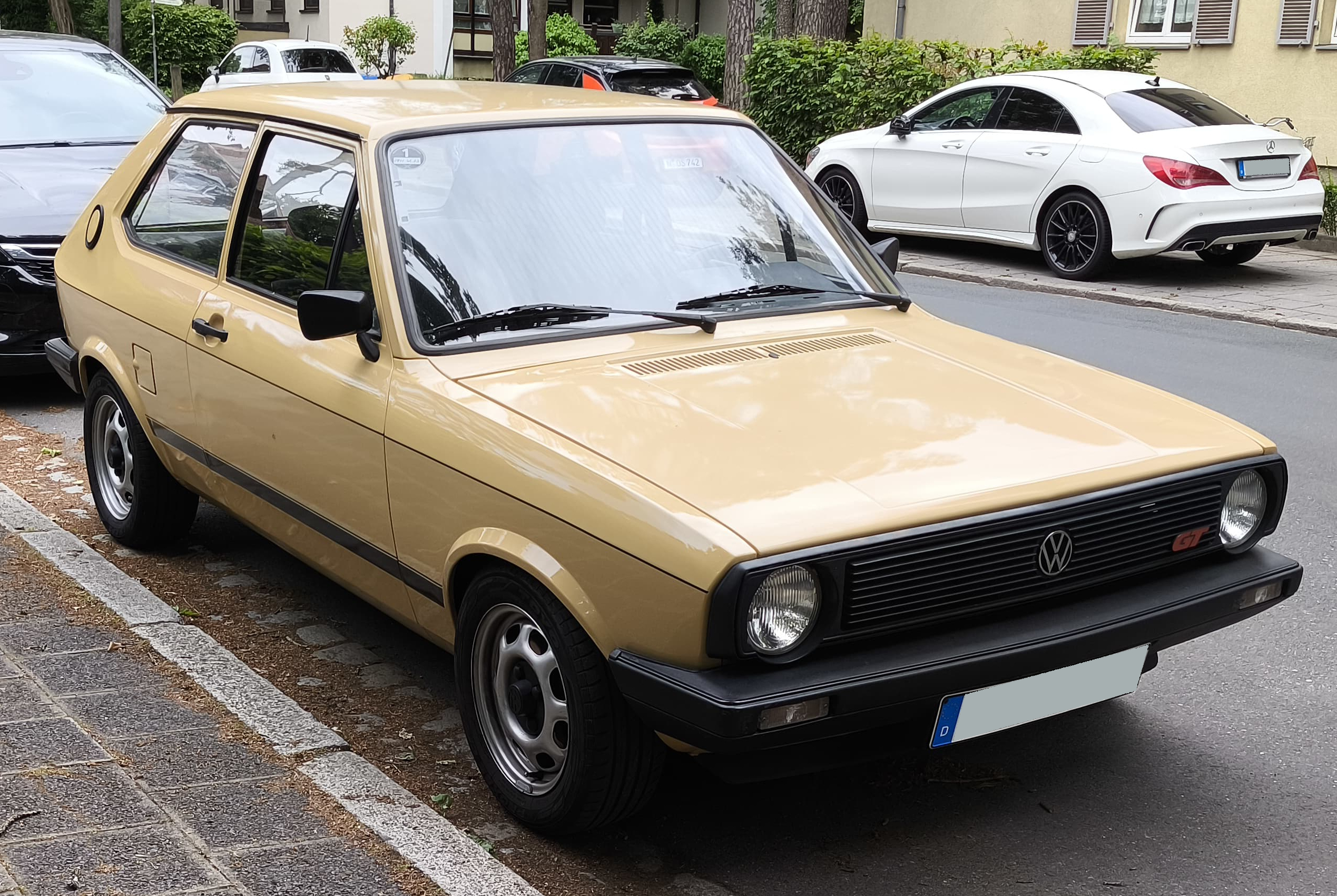
VW Polo GT (1979–1981)
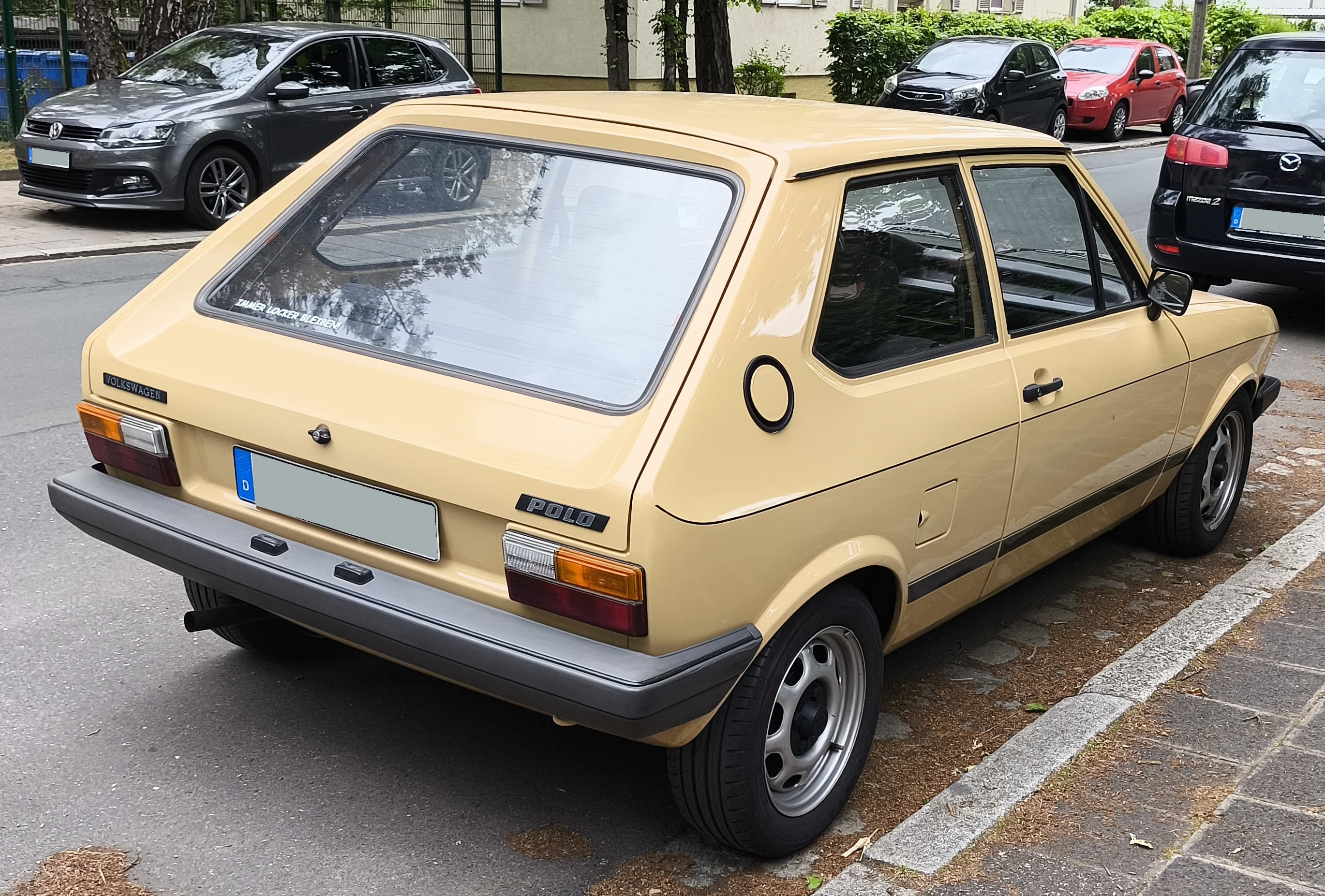
Heckansicht

## Technische Daten
| VW Polo/Derby                | 0.8 (Export) (1976–1977) | 0.9 (1975–1981) | 1.1 (1976–1981) | 1.1 Formel E (1981) | 1.1 S (1976–1977) | 1.3 (1977–1981) |
| ---------------------------- | --- | --- | --- | --- | --- | --- |
| Motor                        | Vierzylinder-Viertakt-Reihenmotor; Wasserkühlung mit elektrischem Kühlerventilator Leichtmetall-Querstromzylinderkopf, Grauguss-Motorblock, Kurbelwelle fünffach gelagert | Vierzylinder-Viertakt-Reihenmotor; Wasserkühlung mit elektrischem Kühlerventilator Leichtmetall-Querstromzylinderkopf, Grauguss-Motorblock, Kurbelwelle fünffach gelagert | Vierzylinder-Viertakt-Reihenmotor; Wasserkühlung mit elektrischem Kühlerventilator Leichtmetall-Querstromzylinderkopf, Grauguss-Motorblock, Kurbelwelle fünffach gelagert | Vierzylinder-Viertakt-Reihenmotor; Wasserkühlung mit elektrischem Kühlerventilator Leichtmetall-Querstromzylinderkopf, Grauguss-Motorblock, Kurbelwelle fünffach gelagert | Vierzylinder-Viertakt-Reihenmotor; Wasserkühlung mit elektrischem Kühlerventilator Leichtmetall-Querstromzylinderkopf, Grauguss-Motorblock, Kurbelwelle fünffach gelagert | Vierzylinder-Viertakt-Reihenmotor; Wasserkühlung mit elektrischem Kühlerventilator Leichtmetall-Querstromzylinderkopf, Grauguss-Motorblock, Kurbelwelle fünffach gelagert |
| Hubraum                      | 771 cm3 | 895 cm3 | 1093 cm3 | 1093 cm3 | 1093 cm3 | 1272 cm3 |
| Bohrung × Hub                | 64,5 × 59 mm | 69,5 × 59 mm | 69,5 × 72 mm | 69,5 × 72 mm | 69,5 × 72 mm | 75 × 72 mm |
| Leistung bei 1/min           | 25 kW (34 PS) 6000 | 29 kW (40 PS) 5900 | 37 kW (50 PS) 5600 | 37 kW (50 PS) 5600 | 44 kW (60 PS) 6000 | 44 kW (60 PS) 5600 |
| max. Drehmoment bei 1/min    | 54 Nm 3500 | 61 Nm 3500 | 75 Nm 3500 | 80 Nm 3300 | 83 Nm 3500 | 93 Nm 3400 |
| Gemischaufbereitung          | 1 Fallstromvergaser | 1 Fallstromvergaser | 1 Fallstromvergaser | 1 Fallstromvergaser | 1 Fallstromvergaser | 1 Fallstromvergaser |
| Ventilsteuerung              | Zahnriemen, oben liegende Nockenwelle, Schlepphebel | Zahnriemen, oben liegende Nockenwelle, Schlepphebel | Zahnriemen, oben liegende Nockenwelle, Schlepphebel | Zahnriemen, oben liegende Nockenwelle, Schlepphebel | Zahnriemen, oben liegende Nockenwelle, Schlepphebel | Zahnriemen, oben liegende Nockenwelle, Schlepphebel |
| Getriebe/Antrieb             | Vollsynchronisiertes Viergang-Getriebe, Frontantrieb | Vollsynchronisiertes Viergang-Getriebe, Frontantrieb | Vollsynchronisiertes Viergang-Getriebe, Frontantrieb | Vollsynchronisiertes Viergang-Getriebe, Frontantrieb | Vollsynchronisiertes Viergang-Getriebe, Frontantrieb | Vollsynchronisiertes Viergang-Getriebe, Frontantrieb |
| Radaufhängung vorne          | MacPherson-Federbeine mit Querlenkern und Stabilisator | MacPherson-Federbeine mit Querlenkern und Stabilisator | MacPherson-Federbeine mit Querlenkern und Stabilisator | MacPherson-Federbeine mit Querlenkern und Stabilisator | MacPherson-Federbeine mit Querlenkern und Stabilisator | MacPherson-Federbeine mit Querlenkern und Stabilisator |
| Radaufhängung hinten         | Längslenker mit stabilisierendem Querträger (Koppellenkerachse), Teleskopstoßdämpfer, Schraubenfedern                                                                     | Längslenker mit stabilisierendem Querträger (Koppellenkerachse), Teleskopstoßdämpfer, Schraubenfedern                                                                     | Längslenker mit stabilisierendem Querträger (Koppellenkerachse), Teleskopstoßdämpfer, Schraubenfedern                                                                     | Längslenker mit stabilisierendem Querträger (Koppellenkerachse), Teleskopstoßdämpfer, Schraubenfedern                                                                     | Längslenker mit stabilisierendem Querträger (Koppellenkerachse), Teleskopstoßdämpfer, Schraubenfedern                                                                     | Längslenker mit stabilisierendem Querträger (Koppellenkerachse), Teleskopstoßdämpfer, Schraubenfedern                                                                     |
| Bremsen                      | vorn Scheibenbremsen (29-kW-Motor bis Juli 1975: Trommelbremsen), hinten Trommelbremsen                                                                                   | vorn Scheibenbremsen (29-kW-Motor bis Juli 1975: Trommelbremsen), hinten Trommelbremsen                                                                                   | vorn Scheibenbremsen (29-kW-Motor bis Juli 1975: Trommelbremsen), hinten Trommelbremsen                                                                                   | vorn Scheibenbremsen (29-kW-Motor bis Juli 1975: Trommelbremsen), hinten Trommelbremsen                                                                                   | vorn Scheibenbremsen (29-kW-Motor bis Juli 1975: Trommelbremsen), hinten Trommelbremsen                                                                                   | vorn Scheibenbremsen (29-kW-Motor bis Juli 1975: Trommelbremsen), hinten Trommelbremsen                                                                                   |
| Karosserie                   | Selbsttragende Ganzstahlkarosserie, Tankinhalt 37 Liter | Selbsttragende Ganzstahlkarosserie, Tankinhalt 37 Liter | Selbsttragende Ganzstahlkarosserie, Tankinhalt 37 Liter | Selbsttragende Ganzstahlkarosserie, Tankinhalt 37 Liter | Selbsttragende Ganzstahlkarosserie, Tankinhalt 37 Liter | Selbsttragende Ganzstahlkarosserie, Tankinhalt 37 Liter |
| Spurweite vorne/hinten       | 1296/1312 mm | 1296/1312 mm | 1296/1312 mm | 1296/1312 mm | 1296/1312 mm | 1296/1312 mm |
| Radstand                     | 2335 mm | 2335 mm | 2335 mm | 2335 mm | 2335 mm | 2335 mm |
| Länge                        | Polo: 3512–3605 mm Derby: 3836–3915 mm | Polo: 3512–3605 mm Derby: 3836–3915 mm | Polo: 3512–3605 mm Derby: 3836–3915 mm | Polo: 3512–3605 mm Derby: 3836–3915 mm | Polo: 3512–3605 mm Derby: 3836–3915 mm | Polo: 3512–3605 mm Derby: 3836–3915 mm |
| Leergewicht                  | 700–730 kg | 700–730 kg | 700–730 kg | 700–730 kg | 700–730 kg | 700–730 kg |
| Höchstgeschwindigkeit        | 124 km/h | 132–135 km/h | 141–144 km/h | 141–144 km/h | 151 km/h | 152 km/h |
| Beschleunigung (0–100 km/h)  | 23 s | 21 s | 18 s | 17 s | 15 s | 15 s |
| Verbrauch (Liter/100 km) (1) | 8,0 N | 8,5 N | 9,0 N | 8,5 S | 9,0 S | 10,0 N |

| Jahr | 1975   | 1976    | 1977    | 1978    | 1979    | 1980    | 1981       | Summe       |
| ---- | ------ | ------- | ------- | ------- | ------- | ------- | ---------- | ----------- |
|      | 74.180 | 144.677 | 112.774 | 112.456 | 132.947 | 126.860 | ca. 50.000 | ca. 753.900 |